# Port Elizabeth Technikon
Port Elizabeth Technikon, vaak afgekort tot PE Technikon, is een voormalige technikon (technische universiteit) in Port Elizabeth in de Zuid-Afrikaanse provincie Oost-Kaap.
Na een fusie in januari 2005 met de Universiteit van Port Elizabeth vormt het sindsdien de Nelson Mandela-universiteit.

## Geschiedenis
De oorsprong van de universiteit gaat terug tot de oprichting van de Port Elizabeth Art School in 1882, de oudste kunstschool in Zuid-Afrika. De naam van het instituut werd later gewijzigd in College for Advanced Technical Education (CATE).
De college werd in 1974 verplaatst van Central naar de buitenwijk aan de kust Summerstrand. In 1979 werd de naam gewijzigd in Port Elizabeth Technikon.
De universiteit breidde in 1985 uit naar de West-Kaap met de overname van de bosbouwschool Saasveld Forestry College. De Teachers' Training College tegenover The Boardwalk Waterfront Complex in Summerstrand werd in 1994 overgenomen door Port Elizabeth Technikon.